# Singhiella bicolor
Singhiella bicolor là một loài côn trùng cánh nửa trong họ Aleyrodidae, phân họ Aleyrodinae.
Singhiella bicolor được Singh miêu tả khoa học đầu tiên năm 1931.